# 風のメロディ
「風のメロディ」（かぜのメロディ）は、1976年9月5日に発売されたチューリップ通算11枚目のシングル。

## 解説
シングルとしては唯一の、財津和夫と姫野達也による共作曲でありツインボーカル曲。シングルA面で姫野がリードボーカルをとった最後の曲でもある。姫野が作ったAメロを財津が発展させ作曲した。
同年発売のアルバム『MELODY』用に作成されたが、アルバムに収録することでシングルを買わない人が発生するのを避けるために、最終的にアルバム未収録作品となった。ただし、チューリップの代表曲の一つとして『チューリップ・ガーデン』など多くのベスト盤に収録されているため入手は容易である。
第一期及び再結成後のライブの定番曲であるが、オリジナルがフェードアウトして終わるのに対して、ライブでは最後にギターが見せ場を作るオリジナルバージョンとなっている。
カップリングの「ともだちのあなただから」ではテープレコーダーのテープスピードを落とした状態でボーカルダビングし、再生時に通常スピードに戻すバリピッチを利用したレコーディングテクニックが採用された。

## 収録曲
作詞：財津和夫　編曲：チューリップ
1. 風のメロディ
  - 作曲：財津和夫・姫野達也
2. ともだちのあなただから
  - 作曲：財津和夫